# Řád za občanskou statečnost a zásluhy
Řád za občanskou statečnost a zásluhy (bulharsky: Орден За гражданска доблест и заслуга) byl řád Bulharské lidové republiky založený roku 1966. Udílen byl za odvahu při záchraně lidského života, majetku nebo v boji proti zločinu.

## Historie a pravidla udílení
Založen byl výnosem prezidia Národního shromáždění č. 606 ze dne 4. srpna 1966. Udílen byl občanům Bulharska i cizím státním příslušníkům za odvahu při záchraně lidského života, majetku nebo v boji proti zločinu.
Po pádu komunistického režimu byl řád v roce 1991 zrušen. Do té doby byl udělen v 2539 případech.

## Insignie
Řádový odznak I. třídy měl tvar bíle smaltované pěticípé hvězdy se zlatým lemem. Hvězda měla průměr 40 mm. Uprostřed hvězdy byla zlacená pěticípá hvězda s reliéfem bulharského lva. Hvězda byla položena na kruhu složeném z paprsků. Tento celý medailon byl umístěn na smaltovanou hvězdu. V případě II. třídy byl lev pozlacený.
Stuha řádu pokrývala kovový štítek ve tvaru pětiúhelníku. Stuha byla bílé barvy s třemi úzkými pruhy uprostřed tvořícími bulharskou trikolóru, tedy bílé, zelené a červené barvy.
Autory vzhledu insignií byly V. Starčev a K. Damjanov. Medaile byly vyráběny ve státní mincovně.

## Třídy
Řád byl udílen ve třech třídách:
- I. třída
- II. třída
- III. třída